# حمام توکلی
حمام توکلی مربوط به دوره قاجار - دوره پهلوی است و در شیراز، خیابان لطفعلی خان زند، روبروی آرامگاه نور واقع شده و این اثر در تاریخ ۲ آبان ۱۳۸۲ با شمارهٔ ثبت ۱۰۴۹۸ به‌عنوان یکی از آثار ملی ایران به ثبت رسیده است.